# 乃木坂46 新内眞衣のオールナイトニッポン0(ZERO)
『乃木坂46 新内眞衣のオールナイトニッポン0(ZERO)』（のぎざかフォーティシックスしんうちまいのオールナイトニッポンゼロ）は、2016年3月31日から2019年3月28日まで毎週木曜日（水曜日深夜）3時00分 - 4時30分にニッポン放送で放送されたラジオ番組である。

## 概要
この番組は、ニッポン放送関連会社の社員と乃木坂46の二足のわらじという、異色の「OL兼任アイドル」（放送開始時点）の新内眞衣がパーソナリティを務める番組であった。新内自身はニッポン放送のラジオ番組を聴取しづらかった埼玉県で生まれ、もっぱらNACK5という他局のラジオ番組を聴いていたが、ニッポン放送の関連会社に勤める（2018年退社）身として、この放送枠の重さを理解しつつ「ニッポン放送に貢献できたら」という思いから、乃木坂46のメンバーと戯れたり、故郷の埼玉県に向けても声を届けながら、いい快眠ができるラジオ番組を目指していた。
番組は2017年度も放送を継続して2年目を迎え、新内がニッポン放送の関連会社を退社して乃木坂46専任になった2018年3月以降も、番組は継続した。
2018年9月6日（5日深夜）、放送中に北海道胆振東部地震が発生し、予定された一部の内容が休止した。ただし、その日は事前収録のため一部のネット局はノーカットで通常通り放送された。
2019年3月13日、当番組が3月限りで終了し、新内は同年4月より同じ水曜日の1部の枠で放送される『乃木坂46のオールナイトニッポン』のメインパーソナリティーに就任することが発表された。なお当番組の後継枠は、テレビ東京プロデューサーの佐久間宣行が担当する。
乃木坂46卒業後、2023年1月14日に「オールナイトニッポンPremium」で「新内眞衣のオールナイトニッポンPremium」として、復活を果たした。

## コーナー

### 埼玉の常識は、全国的にヤンキー!? 埼玉出身・新内眞衣が完全否定! 元ヤンチェック
「新内眞衣が完全否定! 埼玉にまつわるひどーい都市伝説」をリニューアルする形で始まったコーナー。埼玉出身ということだけで"元ヤン"のレッテルを貼られている新内が、自身と故郷・埼玉の名誉を懸けて、元ヤンであれば思わず「Yes」と答えそうな質問に答えるコーナー。

### 2推しの心のデトックス! こういう女がいるいる女
自称「2推しの中の2推し」である新内が、2推しの女の天敵ともいわれる、世の中に一定数いる、ベタなことや定番なことを何のてらいもなく出来てしまう「いるいる女」の特徴を紹介していくコーナー。
乃木坂46のオールナイトニッポンでも継続し、その後放送されなくなったが2022年2月4日（2月3日深夜）の「乃木坂46のオールナイトニッポン」の放送で一夜限りで復活しこのコーナーは終了した。

### 元・あいのりメンバー眞衣の、妄想あいのり名（迷）場面
2018年3月22日（21日深夜）放送で、新内がフジテレビ系「あいのり」の思い出話から妄想話に変わっていった事から3月29日から「埼玉昔ばなし 妖怪もののけんぴ姫」と入れ替わりにレギュラーコーナーに昇格した。
新内の設定は番組出演時は、「眞衣・20歳・B型・大学生・埼玉県出身・恋の仕方教えて下さい」で、現在は、キャビンアテンダント26歳となっている。また、AD舟崎の設定は、「あやのん・20歳・よろしくお願いします」となっている。
乃木坂46のオールナイトニッポンでも継続していた。

### マイタウン天気予報
番組最終盤、新内がニッポン放送9階ベランダ前に移動し、ネット局の放送地域のその日（木曜日）の天気を伝える。そのまま、エンディングになだれ込む。なお、録音放送の場合および他のコーナーが盛り上がり時間がなくなった場合は休止となる。
乃木坂46のオールナイトニッポンでも継続していたが、36局ネットとなったため、週によって取り上げる箇所が変動した。
このコーナーが終わり、エンディングの最後は「上柳先輩、お先に失礼します。」のコメントで終えていた。これは後番組の『上柳昌彦 あさぼらけ』への橋渡しであると同時に、上柳昌彦との関係が「年下先輩」であることから。2022年1月19日、写真集発売と乃木坂46から離籍することを報告がてらニッポン放送の各番組に出演し、最後は19日深夜（20日付）の『あさぼらけ』の4時台にほぼ出演。おなじみであったこのあいさつで出演を終えた。

### リスナーと番組タイトルコール
録音放送の場合に実施。
番組冒頭、メールに電話番号が書いてあるリスナーにアポなしで電話して新内と番組タイトルコールを行う。

### 乃木坂モーニングコール!
番組放送中、乃木坂46のメンバーに電話をかけて、この番組をちゃんと聞いているか検証するコーナー。2016年9月1日（8月31日深夜）の放送で最終回を迎えた。

### 乃木坂モーニングゼミナール
「乃木坂モーニングコール!」に代わり、2016年9月8日（9月7日深夜）の放送からスタート。「朝活」の勉強会のように、毎週乃木坂46のメンバーを講師に迎え、それぞれの趣味や特技をプレゼンしてもらうコーナー。2017年1月19日(1月18日深夜)の放送で最終回を迎えた。

### 半分プロフェッショナル! バイトの流儀
バイトをして身についたスキルや知りえた業界の裏側などバイト経験に基づく「あるあるネタ」を送るコーナー。

### はじめまして!!乃木坂46 三期生です
「乃木坂モーニングゼミナール」に代わり、2017年1月26日（1月25日深夜）の放送からスタート。新内にとって初めての後輩となる三期生を新内とリスナーに知ってもらおうという企画。2017年3月16日(3月15日深夜)の放送で最終回を迎えた。

### こういう女が2推しのオンナ
自称「世界で最も2推しされているアイドル」新内が、様々な2推し女の条件を知って、いつか2推しから1推しになるべく、リスナーの周りに蔓延する、2推し女の行動言動、生活などを送ってもらうコーナー。第3回目となる2016年4月14日（13日深夜）から開始。2016年9月頃より、新内本人から「プロ2推し」と言う肩書きを名乗りだした。

### 新内眞衣が完全否定! 埼玉にまつわるひどーい都市伝説
リスナーが知っている、あるいは思い込んでいる埼玉のひどい都市伝説を新内が完全否定したり、時には認めたりして、ひょっとすると、埼玉県知事に「観光大使にならないかい?」と声をかけられるのを期待するコーナー。2016年5月12日（11日深夜）のメールテーマからコーナーに昇格し、2016年5月19日（18日深夜）から開始。乃木坂46のオールナイトニッポンでも不定期で行われ、2022年2月4日（2月3日深夜）の「乃木坂46のオールナイトニッポン」の放送で終了した。

### DJ-Maiの『It's Mai Story』
「DJ-Mai」と言うラジオパーソナリティの設定をリスナーから募集するコーナー。2017年6月29日（28日深夜）の放送で最終回を迎えた。

### LINE LIVEアフタートークと連動 2推しのカルタ
「こういう女が2推しのオンナ」がリニューアルする形で始まり、2推し女の行動言動、生活などを5・7・5の読み札でリスナーから募集し、番組終了後にLINE LIVEで配信するアフタートーク内にて絵札を描くコーナー。2017年11月9日（8日深夜）の放送で最終回を迎えた。

### 埼玉昔ばなし 妖怪もののけんぴ姫
埼玉県北部に住む、どこからともなく、埼玉名物「芋けんぴ」を食べながら現れる謎の妖怪「もののけんぴ姫」の設定を考えるコーナー。2017年6月22日（21日深夜）の放送のメールテーマとなった後、「DJ-Maiの『It's Mai Story』」に代わり、2017年7月6日（5日深夜）の放送からコーナーに昇格した。また、2017年11月23日（22日深夜）より番組終了後にLINE LIVEで配信するアフタートーク内で『目指せアニメ化!ケンちゃん紙芝居!!』のコーナーもスタートした。
2022年2月4日（2月3日深夜）の「乃木坂46のオールナイトニッポン」の放送で一夜限りで復活した。

### アフタートークのコーナー
画伯新内
番組スタッフ曰く誰の評価も受けてないのに「私は絵が得意だ!」と言ってきかない新内が、スケッチブックを片手にいろいろな絵を描いて披露する企画。クイズ形式にもかかわらずちょこちょこ新内が答えを言ってしまうことがある。

## ゲスト
- 2016年
  - 4月21日 - 深川麻衣（サプライズゲスト）、記念にイラストを描き、以来、スタジオには、イラストが飾られている。
  - 5月26日 - 斉藤優里、中田花奈、中元日芽香
  - 6月16日 - 深川麻衣（コメントのみ）
  - 8月25日 - 山﨑怜奈
  - 10月20日 - 川後陽菜
  - 12月15日 - 樋口日奈
  - 12月25日[22] - 中田花奈、相楽伊織
- 2017年
  - 2月23日 - 井上小百合
  - 4月20日 - 樋口日奈
  - 5月25日 - 斎藤ちはる、能條愛未、和田まあや
  - 6月15日 - 井上小百合
  - 8月24日 - 井上小百合
  - 10月19日 - 梅澤美波、佐藤楓、吉田綾乃クリスティー
  - 10月26日 - コバトン（埼玉県マスコットキャラクター）
  - 12月14日 - 秋元真夏
- 2018年
  - 3月1日 - 松村沙友理（放送終了後のLINE LIVE限定アフタートークにも出演。）
  - 4月19日 - 和田まあや
  - 4月26日 - 斉藤優里
  - 6月14日 - 佐藤楓、向井葉月
  - 8月2日 - 秋元真夏
  - 8月9日 - 和田まあや
  - 10月18日 - 佐藤楓
  - 11月15日 - 伊藤かりん、和田まあや
  - 12月13日 - 佐藤楓、向井葉月
- 2019年
  - 2月7日 - 斉藤優里

### 1部からの乱入
稀に、直前まで放送されている『AKB48のオールナイトニッポン』の出演者がスタジオに登場し、番組冒頭のみ出演することがある。特に小嶋真子は毎回のように登場している。ただし誰も登場しない場合もある。乃木坂46のメンバーは無記、肩書は放送当時
- 2016年
  - 4月28日 - 小嶋真子（AKB48）
  - 5月26日 - 秋元真夏、生田絵梨花、松村沙友理
  - 8月11日 - 石森虹花、上村莉菜、佐藤詩織、菅井友香、鈴本美愉、長沢菜々香、守屋茜、渡辺梨加（以上、欅坂46）
  - 10月13日 - 小嶋真子（AKB48）
  - 10月27日 - 山本彩、須藤凜々花、白間美瑠（以上、NMB48）
  - 11月10日 - 北野日奈子、中田花奈、堀未央奈、中元日芽香
  - 11月17日 - 小嶋真子（AKB48）
  - 12月1日 - 佐藤詩織、菅井友香、土生瑞穂、守屋茜、渡辺梨加（以上、欅坂46）
  - 12月15日 - 井上小百合、桜井玲香、中田花奈、西野七瀬、能條愛未、若月佑美（ブース外）
  - 12月29日 - 須藤凜々花（NMB48）
- 2017年
  - 1月12日 - 小嶋真子（AKB48）
  - 1月26日 - 須藤凜々花（NMB48）
  - 3月16日 - 峯岸みなみ、岡田奈々、小嶋真子（以上、AKB48）
  - 5月25日 - 西野七瀬、斉藤優里
  - 6月1日 - 小嶋真子（AKB48）
  - 7月20日 - 菅井友香、小池美波、長沢菜々香、尾関梨香、織田奈那（以上、欅坂46）、高瀬愛奈、齊藤京子、加藤史帆（以上、けやき坂46[注釈 3]）
  - 8月10日 - 生田絵梨花、斎藤ちはる、中元日芽香
  - 10月12日 - 秋元真夏、斉藤優里、西野七瀬
  - 10月26日 - 織田奈那、菅井友香、長濱ねる、守屋茜、渡邉理佐（以上、欅坂46）
  - 11月16日 - 小嶋真子、馬嘉伶、田野優花（以上、AKB48）
  - 12月21日 - 小嶋真子（AKB48）
- 2018年
  - 1月11日 - 川後陽菜、寺田蘭世、樋口日奈、山﨑怜奈
  - 1月25日 - 小嶋真子（AKB48）
  - 2月1日 - 瀧野由美子、田中皓子、土路生優里、福田朱里、藤原あずさ、矢野帆夏（以上、STU48）
  - 3月1日 - 小嶋真子（AKB48）
  - 3月8日 - 今泉佑唯、小池美波、菅井友香、長濱ねる、土生瑞穂（以上、欅坂46）
  - 3月15日 - 岡田奈々、向井地美音（以上、AKB48）、白間美瑠（NMB48）、中井りか（NGT48）
  - 4月26日 - 桜井玲香、白石麻衣、松村沙友理
  - 5月17日 - 相田周二（三四郎）
  - 6月21日 -  潮紗理菜、加藤史帆、齊藤京子、佐々木久美、佐々木美玲、渡邉美穂（以上、けやき坂46[注釈 3]）
  - 8月2日 - 向井地美音、山下美月、長濱ねる（以上、坂道AKB）
  - 8月16日 - 小池美波、菅井友香、長濱ねる、土生瑞穂（以上、欅坂46）
  - 8月23日 - 小嶋真子（AKB48）
  - 11月1日 - 小嶋真子（AKB48・PRODUCE 48）
  - 11月15日 - 梅澤美波、山下美月
  - 11月29日 - 岡部麟、横山由依（以上、AKB48）、中井りか（NGT48）
  - 12月13日 - 織田奈那、長濱ねる（以上、欅坂46）
  - 12月27日 - 井口眞緒、潮紗理菜、佐々木久美（以上、けやき坂46[注釈 3]）
- 2019年
  - 1月24日 - 小嶋真子（AKB48）
  - 2月14日 - 岡田奈々、瀧野由美子、田中皓子、福田朱里（以上、STU48）
  - 2月28日 - 上村莉菜、尾関梨香、長沢菜々香、渡辺梨加（以上、欅坂46）
  - 3月21日 - 小嶋真子（AKB48）、放送時点で最多の14回ゲスト出演。

### 乃木坂モーニングコール!
| 回 | 放送日        | メンバー            | |
| -- | ------------- | ------------------- | --- |
| 1  | 2016年3月31日 | 伊藤かりん          | |
| 2  | 2016年4月7日  | 中田花奈            | |
| 3  | 2016年4月14日 | 斉藤優里            | |
| 4  | 2016年4月21日 | 休止                | 放送前、番組公式サイトでは、深川麻衣が他の回のメンバー同様コーナーのみに電話出演と発表されていたが、新内、リスナーへのサプライズとして、開始30分後に深川がスタジオに登場して、そのままアフタートークも含めて最後まで出演した。 |
| 5  | 2016年4月28日 | 北野日奈子          | |
| 6  | 2016年5月5日  | 休止                | 録音放送のため、休止。 |
| 7  | 2016年5月12日 | 中元日芽香          | |
| 8  | 2016年5月19日 | 樋口日奈            | |
| 9  | 2016年5月26日 | 休止                | 「ミュ〜コミ+プラスからオールナイトまで! 乃木坂46ワンナイトジャックSP」として斉藤優里、中田花奈、中元日芽香がスタジオに出演。                                                                                                  |
| 10 | 2016年6月2日  | 山﨑怜奈            | |
| 11 | 2016年6月9日  | 相楽伊織            | 相楽は眠っていて番組を聴いておらず、コーナー開始以来初めて電話には出ないという事態が起こったが、2度目の電話には出た。 |
| 12 | 2016年6月16日 | 伊藤かりん 相楽伊織 | 「乃木坂モーニングコールSP」として、「真夏の全国ツアー2016」の静岡公演で泊まっているホテルの伊藤に電話をかけ、CMを挟んで、ホテルの部屋の鍵を持っていた伊藤が別室の相楽に寝起きドッキリを仕掛けた。                             |
| 13 | 2016年6月23日 | 北野日奈子          | 北野は眠っていて電話に出なかった。 |
| 14 | 2016年6月30日 | 北野日奈子          | 1コールで出て前週のリベンジに成功。 |
| 15 | 2016年7月7日  | 能條愛未            | |
| 16 | 2016年7月14日 | 川後陽菜            | |
| 17 | 2016年7月21日 | 斎藤ちはる          | |
| 18 | 2016年7月28日 | 中田花奈            | |
| 19 | 2016年8月4日  | 川村真洋            | |
| 20 | 2016年8月11日 | 山﨑怜奈            | |
| 21 | 2016年8月18日 | 斉藤優里            | |
| 22 | 2016年8月25日 | 休止                | 「めざせ常連職人! メールが1通読まれるまで、ザキはスタジオに入れま⑩‼︎」として山﨑怜奈が番組スタートから出演したためコーナーは休止。                                                                                              |
| 23 | 2016年9月1日  | 橋本奈々未          | 最終回。 |

### 乃木坂モーニングゼミナール!
| 回 | 放送日         | メンバー   | プレゼン内容                      | 備考                                                                               |
| -- | -------------- | ---------- | --------------------------------- | ---------------------------------------------------------------------------------- |
| 24 | 2016年9月8日   | 鈴木絢音   | おすすめするクラシック曲ベスト3   |                                                                                    |
| 25 | 2016年9月15日  | 伊藤かりん | オススメする将棋スポット3つ       |                                                                                    |
| 26 | 2016年9月22日  | 寺田蘭世   | 私のごひいきさん・3人             |                                                                                    |
| 27 | 2016年9月29日  | 中田花奈   | ダンスが可愛いメンバー・3人       |                                                                                    |
| 28 | 2016年10月6日  | 佐々木琴子 | 影響を受けたアニメ・3つ           |                                                                                    |
| 29 | 2016年10月13日 | 川後陽菜   | 今、気になるアイドル・3組         |                                                                                    |
| 30 | 2016年10月20日 | 休止       |                                   | 「第1回、2推しドラフト会議」として川後陽菜がスタジオに出演したためコーナーは休止。 |
| 31 | 2016年10月27日 | 渡辺みり愛 | 好きなクラシックバレーの演目BEST3 |                                                                                    |
| 32 | 2016年11月3日  | 相楽伊織   | 私が好きなマンガ3作品             |                                                                                    |
| 33 | 2016年11月10日 | 川村真洋   | 今、私がオススメする曲ベスト3     |                                                                                    |
| 34 | 2016年11月17日 | 休止       |                                   |                                                                                    |
| 35 | 2016年11月24日 | 中田花奈   | 中田花奈が好きなラッパー3人       |                                                                                    |
| 36 | 2016年12月1日  | 樋口日奈   | 樋口日奈の朝活ドリンクベスト3     |                                                                                    |
| 37 | 2016年12月8日  | 伊藤純奈   | 好きな映画3作品                   |                                                                                    |
| 38 | 2016年12月15日 | 休止       |                                   |                                                                                    |
| 39 | 2016年12月22日 | 斎藤ちはる | 好きなスポーツベスト3             |                                                                                    |
| 37 | 2016年12月29日 | 休止       |                                   |                                                                                    |
| 38 | 2017年1月5日   | 和田まあや | 日常で役に立つ豆知識ベスト3       |                                                                                    |
| 39 | 2017年1月12日  | 休止       |                                   |                                                                                    |
| 40 | 2017年1月19日  | 休止       |                                   |                                                                                    |

### はじめまして!! 乃木坂46 三期生です
| 回 | 放送日        | メンバー                      | 備考                                                                                             |
| -- | ------------- | ----------------------------- | ------------------------------------------------------------------------------------------------ |
| 41 | 2017年1月26日 | 阪口珠美 伊藤理々杏           |                                                                                                  |
| 42 | 2017年2月2日  | 向井葉月 中村麗乃             |                                                                                                  |
| 43 | 2017年2月9日  | 梅澤美波 岩本蓮加             |                                                                                                  |
| 44 | 2017年2月16日 | 久保史緒里 佐藤楓             |                                                                                                  |
| 45 | 2017年2月23日 | 休止                          | 大埼玉つり（だいさいたまつり）として井上小百合とともにAD舟崎の実家から放送したためコーナーは休止 |
| 46 | 2017年3月2日  | 休止                          |                                                                                                  |
| 47 | 2017年3月9日  | 大園桃子 吉田綾乃クリスティー |                                                                                                  |
| 48 | 2017年3月16日 | 山下美月 与田祐希             |                                                                                                  |

## 放送時間
| 放送期間                      | 放送日時           | 放送局       | 対象地域       | 備考   |
| ----------------------------- | ------------------ | ------------ | -------------- | ------ |
| 2016年3月31日 - 2019年3月28日 | 木曜日 3:00 - 4:30 | ニッポン放送 | 関東広域圏     | 生放送 |
|                               |                    | STVラジオ    | 北海道         |        |
|                               |                    | 東北放送     | 宮城県         |        |
|                               |                    | 栃木放送     | 栃木県         |        |
|                               |                    | 茨城放送     | 茨城県         |        |
|                               |                    | KBS京都      | 京都府・滋賀県 |        |
|                               |                    | ラジオ関西   | 兵庫県         |        |
|                               |                    | 高知放送     | 高知県         |        |
|                               |                    | 九州朝日放送 | 福岡県         |        |
|                               | 木曜日 3:00 - 4:00 | 南海放送     | 愛媛県         |        |
|                               |                    | 西日本放送   | 香川県・岡山県 |        |

LINE LIVEではスタジオ内の映像付きで生放送と放送終了後、4時30分から5〜10分程度のアフタートークを限定配信。2018年3月末をもって配信終了。

乃木坂46・新内眞衣のオールナイトニッポンR ラジオ・チャリティー・ミュージックソンスペシャル
| 放送期間       | 放送日時           | 放送局       | 対象地域 | 備考   |
| -------------- | ------------------ | ------------ | -------- | ------ |
| 2016年12月25日 | 日曜日 3:00 - 5:00 | ニッポン放送 | NRN      | 生放送 |

ラジオ・チャリティー・ミュージックソン参加局は、ニッポン放送・STVラジオは5時まで生放送、和歌山放送・西日本放送は4時までの1時間生放送

## 使用楽曲
- オープニング：Dustbox「Riot」[要出典]
- こういう女が2推しのオンナ：JUJU「この夜を止めてよ」[要出典]
- 新内眞衣が完全否定! 埼玉にまつわるひどーい都市伝説：「X-FILES」のテーマ曲[要出典]
- 埼玉の常識は全国的にヤンキー!? 埼玉出身・新内眞衣が完全否定!元ヤンチェック：氣志團「One Night Carnival」
- 埼玉昔ばなし 妖怪もののけんぴ姫：花頭巾「にっぽん昔ばなし」
- LINE LIVEアフタートークと連動 2推しのカルタ：Perfume「FLASH」
- 半分プロフェッショナル! バイトの流儀：kōkua「progress」[要出典]
- 2推しの心のデトックス! こういう女がいるいる女：どぶろっく「○○な女」、モーニング娘。→アテナ（CV：辻希美）[注釈 4]「ここにいるぜぇ!」
- エンディング（3時台）：空想委員会「拝啓、我執」→HUSKING BEE「WALK」[要出典]
- エンディング：Herb Alpert & The Tijuana Brass「BITTERSWEET SAMBA」

## スタッフ
- ディレクター：加川
- 構成：石川昭人 リスナーからは「石川アニキ」と呼ばれている。石川といえば担当番組で、特徴的な笑い声が聞こえることが多いが（例、「くりぃむしちゅーのオールナイトニッポン」など）、この番組では、あまり無い。
- AD：舟崎彩乃 リスナーや新内からは「舟崎ちゃん」、「あやのん」と呼ばれている。また、両耳に9つのピアスをつけている事でも知られている。
- ミキサー：若林千真